# August Ludwig von Senarclens-Grancy
August Ludwig svobodný pán von Senarclens-Grancy (19. srpna 1794 na zámku Etoy, kanton Vaud – 3. října 1871 v Heiligenbergu) byl německý důstojník a dvorský úředník. Je považován za pravděpodobného otce prince Alexandra Hesensko-Darmstadtského a tím za „nelegitimního předka a zakladatele“ domu Battenberg/Mountbatten.

## Život
Senarclens-Grancy, pocházející ze starého šlechtického rodu, nastoupil vojenskou kariéru, v níž dosáhl hodnosti generálmajora a koncem roku 1810 postu komořího na dvoře vévodkyně Vilemíny Luisy Bádenské na Heiligenbergu u Jugenheimu poblíž Darmstadtu.

### Vztah s Vilemínou Bádenskou
Vévodkyně, choť tehdejšího hesenského panovníka velkovévody Ludvíka II. Hesensko-Darmstadského, žila po narození svého nejstaršího syna, následníka trůnu Ludvíka III. Hesensko-Darmstadského odděleně od svého manžela. Za těchto okolností, na základě historicky doloženého (korespondence řady ministrů, vyslanců i panovníků včetně např. královny Viktorie nebo cara Mikuláše I.) poměru se svým komořím, s nímž žila v jakémsi druhém manželství, je Senarclens-Grancy označován za otce jejího druhého syna Alexandra Hesensko-Darmstadtského, zakladatele domu Battenbergů. Na tomto základě je také považován za „nelegitimního tušeného pána domu Battenbergů“, k jehož potomkům mezi jinými náleží i Philip Mountbatten, vévoda z Edinburghu, manžel britské královny Alžběty II., potažmo tedy i jejich syn Karel III. Britský.
Stejně tak je Senarclens-Grancy považován za otce dcer Vilemíny Luisy – Karolíny (1821–1826) a Marie (1824–1880), pozdější manželky ruského cara Alexandra II. V tom případě jsou jeho potomky i poslední dva ruští carové Alexandr III. a Mikuláš II. a také následující pretendenti trůnu Kirill, Vladimír atd.
Ludvík II. Hesenský ve snaze uniknout skandálu uznal všechny tyto děti své manželky Vilemíny za svoje:
- Alžběta Hesensko-Darmstadtská (20. května 1821 – 27. května 1826), zemřela v útlém věku
- mrtvě narozená dcera (*/† 7. června 1822)
- Alexandr Hesensko-Darmstadtský (15. července 1823 – 15. prosince 1888), zakladatel rodu Battenbergů, ⚭ 1851 Julie von Hauke (12. listopadu 1825 – 19. září 1895)
- Marie Hesenská (8. srpna 1824 – 3. června 1880), ⚭ 1841 Alexandr II. Nikolajevič (29. dubna 1818 – 13. března 1881), ruský car, polský král, finský velkokníže od roku 1855 až do své smrti

### Oficiální manželství
Z oficiálního manželství Senarclens-Grancyho s Luisou hraběnkou von Otting und Fünfstetten (1810-1876), uzavřeného v roce 1836, vzešly dvě děti – synové Albert von Senarclens-Grancy a Ludwig von Senarclens-Grancy.